# Incognito (film)
Incognito (Deens: Inkognito) is een Deense familiefilm uit 1937. Hij werd geregisseerd door Valdemar Lauritzen. Ib Schønberg speelde de hoofdrol.

## Cast
| Acteur             | Personage            |
| ------------------ | -------------------- |
| Ib Schønberg       | Olaf Brammer         |
| Arthur Jensen      | Butler Eriksen       |
| Else Jarlbak       | Diane Jacobsen       |
| Ellen Jansø        | Birthe Rømer         |
| Agnes Rehni        | Mevrouw Jacobsen     |
| Sigfred Johansen   | Frits Holgersen      |
| Johannes Meyer     | Directeur A. Schram  |
| Jon Iversen        | Carlo Tangonini      |
| Finn Olsen         | Afdelingshoofd Kragh |
| Connie Meiling     | Kleine Connie        |
| Miskow Makwarth    | Verkoper             |
| Poul Reichhardt    | Rechercheur          |
| Valdemar Skjerning | Advocaat             |
| Henry Nielsen      | Draaiorgelman        |
| Kai Holm           |                      |